# 澳門郵報
《澳門郵報》（英語：The Macau Post Daily）是澳門目前仍然出版的最早的英文日報，成立於2004年8月27日。主要銷售對象為澳門市民和旅澳的外國遊客。澳門郵報每日出版，逢週六，星期日休息。以小報形式出版，16頁。每份售價澳門幣5元正。現任社長Harald Bruning。
該報的宗旨是支持一國兩制，在此原則下捍衛尊重公民自由和權利的社會制度、維護和培養澳門的傳統和身份、長期的文化多樣性和種族和諧、社會正義和容忍精神，並使澳門成為大中華地區與世界，特別是葡萄牙語國家、歐洲和北美洲的經濟文化平台。
本報除澳門、珠江三角洲、大中華地區、世界新聞等常見版面外，也有專門報導菲律賓和葡語國家新聞的版面，尤其後者據稱在英語報章中是獨一無二的。經過兩年的出版，澳門郵報已經達到每日銷量5200份，包括寄往香港和海外讀者的400份。而訂閱的人數則佔總讀者的一半。